# エア・ジンバブエ

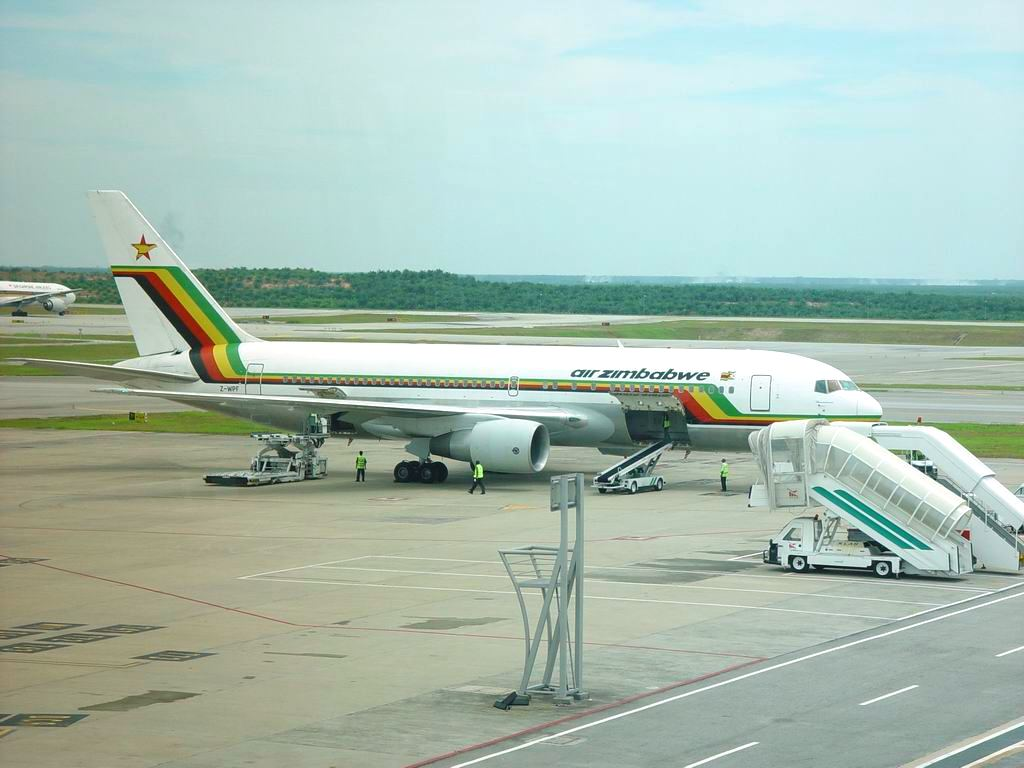
クアラルンプール国際空港に駐機するボーイング767(2003年)

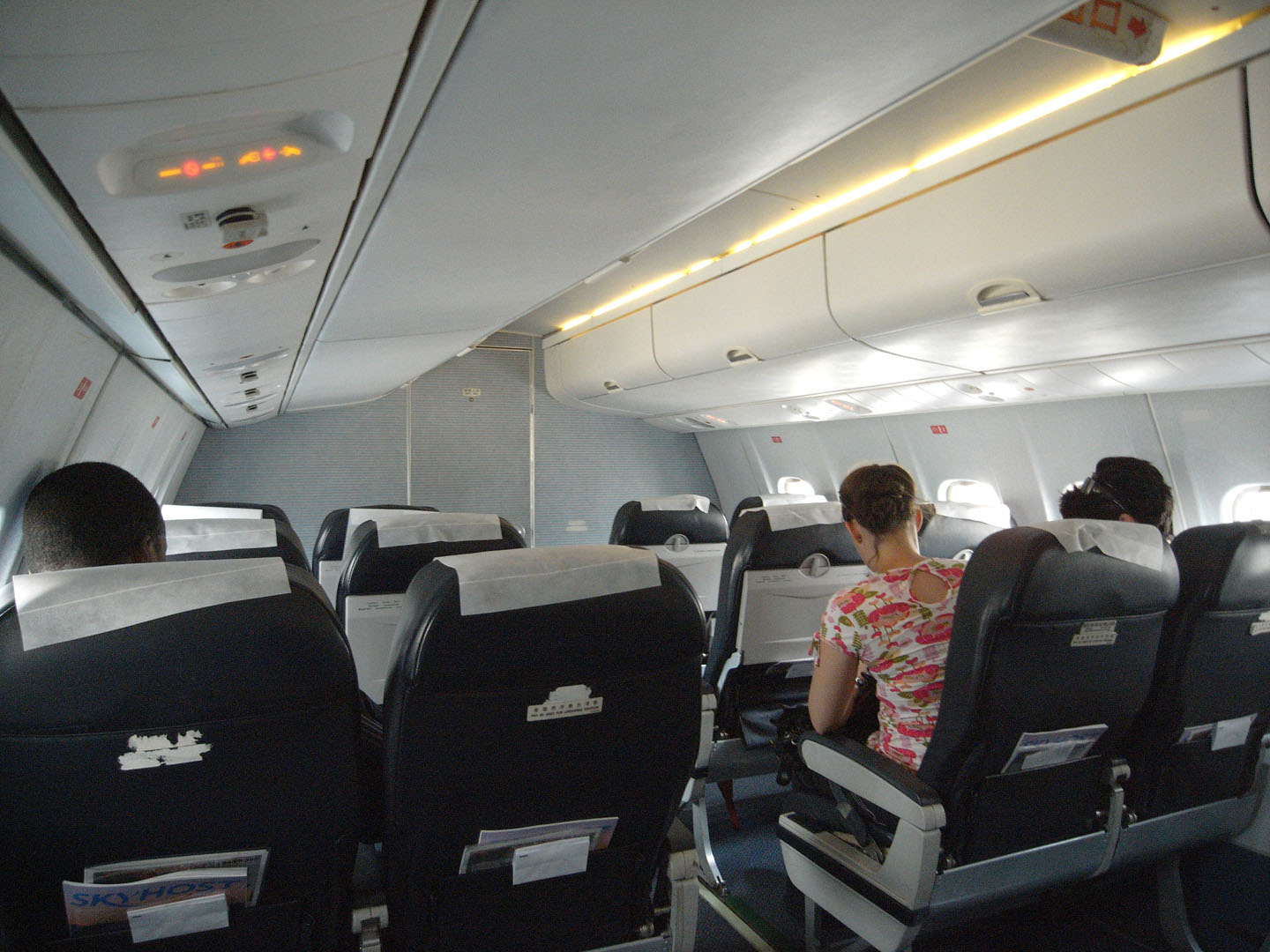
西安MA60の客室(2009年)

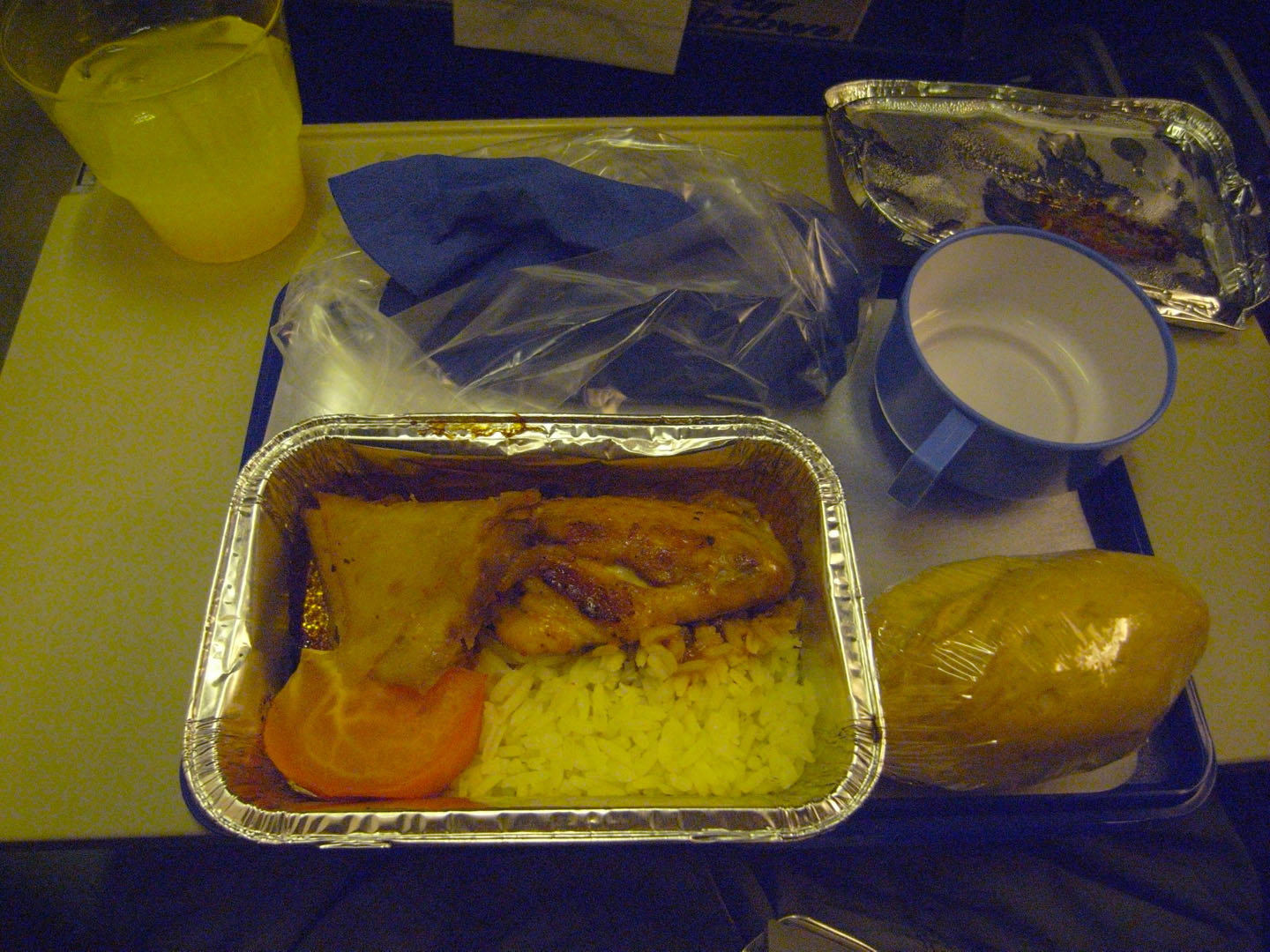
ハラレ-ヨハネスブルグ間の機内食(2009年)

エア・ジンバブエ（英語:Air Zimbabwe）はジンバブエのハラレにある国営航空会社。アフリカ南部を中心にアジアやヨーロッパに定期便があった。ハブ空港はハラレ国際空港。

## 歴史
エア・ジンバブエはローデシア共和国時代の1967年9月1日に中央アフリカ航空が解散したのに伴いエア・ローデシアとして設立された。1979年6月にエア・ジンバブエ・ローデシアと改称されたが翌1980年にジンバブエ共和国の建国に伴い4月1日にふたたびエア・ジンバブエに改称し、4月2日からはエア・ジンバブエとして初の路線をロンドンのガトウィック空港に就航させた。1983年には貨物航空会社のアフレットエアを買収している。当初はボーイング707やボーイング720を使用していたが1980年代からは近距離線を中心にボーイング737が導入されはじめ、707で運航されていた長距離線も1990年代前半からは707からボーイング767へ徐々に置き換えられていった。また1980年代に空軍からBAe146が提供されているが現在はほとんど使用されておらず、1995年にリースしたフォッカー50もジンバブエの気候に合わずに返却されている。現在は中国製航空機のMA60を近距離線に導入したりロシアのIl-96を注文したりと新しい機材の導入を行っている。（Il-96はキャンセル）。
2003年には財政難に陥ったとも伝えられたが、2004年11月にシンガポール経由で週2便の北京線を開設した。しかし2005年度の旅客数が1999年度の100万人から23万人に激減しており、最高責任者のOscar Madombweはこれをジンバブエの政情不安や治安問題、燃料や新しい機材の不足、インフレーションなどが原因と考えられるとしている。また英国航空がハラレ国際空港での燃料の供給状態が不安定なことからハラレ直行便を休止することを受けて2007年10月よりガトウィック直行便を増便した。しかしながら2012年2月24日に財政難を理由に運行を停止した。

## 就航都市
- ジンバブエ
  - ハラレ
  - ヴィクトリア・フォールズ
  - ブラワヨ
- アンゴラ
  - ルアンダ
- コンゴ民主共和国
  - キンシャサ
  - ルブンバシ
- ザンビア
  - ルサカ
- ケニア
  - ナイロビ
- タンザニア
- ダルエスサラーム
- マラウイ
  - リロングウェ
- 南アフリカ共和国
  - ヨハネスブルグ
- モーリシャス
  - ポートルイス
- アラブ首長国連邦
  - ドバイ
- シンガポール
  - シンガポール
- 中国
  - 北京
- イギリス
  - ロンドン

なお、一時期はチャーター便などで、日本の東京国際空港や仙台空港、中部国際空港などにも飛来した。その際の機種は、ボーイング767が中心であった。

## 保有機材
- ボーイング737-200ADV　3機（105席/国内線・近距離線用）
- ボーイング767-200ER　2機（203席/国際線用）
- 西安MA60　3機（60席/国内線用）
- BAe146-100　1機（VIP仕様）
- ボンバルディアERJ-145

2008年12月時点での機体の平均年齢は20年6ヶ月である。